# Super-Homem e Batman: Os Piores do Mundo
Super-Homem e Batman: Os Piores do Mundo é um especial Elseworlds da DC Comics; estrelado pelo Sr. Mxyzptlk e por Bat-mirim (Duende-Morcego).
No Brasil foi publicado pela Opera Graphica.

## Sinopse
Após Batman, Robin e o Super-Homem capturarem Lex Luthor e o Coringa e serem adulados pela população, o Sr. Mxyzptlk e Batmirim utilizam seus poderes e os libertam. Em seguida, o Sr. Mxyzptlk passa a perseguir Batmirim, e no meio do caminho, eles destroem tudo e todos que estão em seu caminho; a começar por Batman e Robin (mortos pelo Sr. Mxyzptlk) e o Super-Homem (morto por Batmirim). Os dois duendes passam por todo o Universo DC e acabam com tudo e todos que aparecem pela frente; incluindo o desenho dos Superamigos, a "Crise nas Infinitas Terras" e "O Universo da Família Marvel".